# Oxypora glabra
Oxypora glabra là một loài san hô trong họ Pectiniidae. Loài này được Nemenzo mô tả khoa học năm 1959.